# 考利諾沃
考利諾沃是保加利亞的城鎮，位於該國東北部，由舒門州負責管轄，面積31.31平方公里，海拔高度284米，2010年人口1,811，居民信奉伊斯蘭教和東正教。

## 外部連結
- Kaolinovo municipality website （页面存档备份，存于） （保加利亚文） （英文） （土耳其文）

43°37′N 27°07′E / 43.617°N 27.117°E